# Lacrabe
Lacrabe é uma comuna francesa na região administrativa da Nova Aquitânia, no departamento Landes. Estende-se por uma área de 6,3 km². Em 2010 a comuna tinha 280 habitantes (densidade: 44,4 hab./km²).